# Verbesina subdiscoidea
Verbesina subdiscoidea là một loài thực vật có hoa trong họ Cúc. Loài này được Toledo miêu tả khoa học đầu tiên năm 1942.